# 吉惠 (道光进士)
吉惠（1817年—？），字迪甫，号荻浦，胡氏，汉军正蓝旗人（家族属正蓝旗汉姓满洲旗人），籍奉天铁岭。清朝政治人物，进士出身，书法家（据《中国美术家大辞典》）。

## 生平
初为内务府筆帖式，道光二十六年（1846）丙午科顺天乡试举人（隶正蓝旗汉军庆征佐领下），道光三十年（1850）庚戌科进士第二甲。道光十四年（1834），以筆帖式获內務府京察一等（载《清實錄道光朝實錄》）。任戶部堂主事二十余年，曾任江西龙南、靖安等县知县。
家族世系《八旗滿洲氏族通譜》满洲旗分内的尼堪姓氏（hala）旗人，在康熙朝之前，多任八旗参领、佐领；从康熙朝至乾隆朝，多任内务府御前侍卫、满洲副都统和怡亲王府佐领；在乾隆朝，出文、武科举人；道光朝至光绪朝，连中五位文科进士。

## 家族
- 始祖胡氏添龍（又名起龍，c.1570s-?），正蓝旗包衣籍（属正蓝旗尼堪姓氏满洲旗人，家族在乾隆朝之前隶属内务府包衣旗籍），佐领（清太祖努尔哈赤天命时期、清太宗皇太極天聪时期）。始祖母宋氏。据《八旗滿洲氏族通譜》卷76（1744年），“胡起龍，正藍旗包衣人，世居瀋陽地方，來歸年分無考，其元孫胡敏現任頭等護衛兼佐領，胡照現任護軍校，四世孫韓保現任佐領”。
- 二世祖万仓（c.1600s-?），参领（清太宗皇太極崇德时期、顺治帝朝），从龙入关。二世祖母伏氏。
- 三世祖三才（c.1630s-?），佐领（顺治帝朝、康熙帝朝）。三世祖母崔氏。其：
  - 胞兄班布理（c.1620s-1660），顺治二年（1645）以军功授牛录章京（骑都尉），恩诏加至二等阿达哈哈番（二等轻车都尉）（世职世袭载《钦定八旗通志：正蓝旗满洲世职》卷290）。
- 太高祖永慶（又名胡什巴、瑚什巴，c.1660s-?），历任头等侍卫、吉林副都统（康熙36年-46年（1697-1707）任吉林伯都訥副都統，载《钦定八旗通志：将军都统副都统》卷331；在《欽定盛京通志》中，胡什巴时隶[内务府]正白旗满洲）、察哈尔副都统；太高祖母崔氏（又据《钦定八旗通志》、《欽定盛京通志》，时隶正蓝旗满洲、雍正五年任吉林将军哈达原任内务府镶黄旗包衣第五㕘领第六旗鼓佐领，又任内务府正黄旗包衣第二㕘领第二满洲佐领，后升任[正蓝旗]王府长史，其旗籍由内务府包衣籍转隶正蓝旗包衣籍）。其：
  - 胞兄胡什纳（c.1650s-1694），顺治十七年（1660）袭其伯父班布理二等轻车都尉。
- 高祖胡照（c.1700s-?），二等侍卫（雍正帝、乾隆帝朝）。高祖母高佳氏（c.1703-?），其父镶黄旗满洲、甘肃凉州镇总兵高述明（c.1671-1723），母朱氏（1670s-1747；其父内务府正黄旗汉军、內務府員外郎兼佐领朱國善），胞弟两江总督、文华殿大学士文端公高晉（1707-1778），胞叔文淵閣大學士文定公高斌（1683-1755），堂妹高佳氏封乾隆帝之慧贤皇贵妃（1711-1745），胞妹高佳氏（1710-1779）嫁内务府正白旗汉军、内务府佐领参领李維屏（又名黑達塞、赫达色，1709-1765；其祖父雍正朝总管内务府大臣李延禧，后代有进士舒貴；姑母李氏嫁内务府正白旗汉军佐领尚琳（父雍正朝總管內務府大臣兼佐領尚志舜，后代有尚佳氏封道光帝之豫嬪、道光十八年（1838）戊戌科进士延恒）；堂姊李氏嫁正藍旗滿洲、吉林將軍与烏里雅蘇臺將軍勤毅公佟佳氏喜明，其父閩浙總督、禮部尚書恭簡公常青）。其：
  - 嫡堂兄胡礼（c.1680s-?），康熙三十三年（1694）袭其父胡什纳二等轻车都尉，军功加为一等轻车都尉（载《钦定八旗通志：正蓝旗满洲世职》卷290）。
  - 胞兄胡岱（又胡代、瑚代，c.1690s-?），任正蓝旗包衣第四参领第二管领（此管领系雍正元年（1723）分封怡賢親王胤祥时设立，为第二任），后升参领。
  - 胞兄胡敏（又瑚敏，c.1690s-c.1760s），頭等護衛，任正蓝旗包衣第四参领第四管领（此管领系雍正元年（1723）分封怡賢親王胤祥時設立，为第二任，后外任知县），后调正蓝旗包衣第四参领第三佐领（此佐领系雍正九年（1731）分封宁良郡王弘晈时设立，为第一任，弘晈去世后的乾隆三十三年（1768）仍然在此佐领任上），卒于任（载《钦定八旗通志》）。
- 曾祖安保（c.1720s-?），同知（乾隆朝）。曾祖母朱氏，正黄旗汉军、江苏巡抚（顺治朝）与云南巡抚（康熙朝）朱国治之曾孙女，佐领朱綸之孙女，圆明园参领朱永镇之女。胞兄會保，君保。
  - 嫡堂兄韓保，頭等護衛，正蓝旗包衣第四參領第一佐領（据《钦定八旗通志》，此佐领系雍正元年（1723）分封怡賢親王胤祥時設立，韓保为第三任（时怡僖親王弘曉），第一任为佟保貴（于雍正十三年（1735）退任）。正蓝旗满洲包衣佐领佟保貴康熙三十六年（1697）袭二等轻车都尉世职（其胞姊納喇氏庶福晉适怡賢親王胤祥，父吴尔敦，祖父雅尔泰；曾祖伯父阿哈硕色，顺治二年授二等轻车都尉世职；高祖諾錫，家族世居烏喇地方，载《八旗滿洲氏族通譜》卷23、《钦定八旗通志：正蓝旗满洲世职》卷290），此前任内务府正白旗包衣第二參領第一滿洲佐領（係國初編立），“以二等阿達哈哈番（轻车都尉）佟保貴管理，佟保貴撥隸怡親王屬下，以郎中兼護軍參領六格管理”（此六格系胡氏家族姻戚、总管内务府大臣李延禧之子）；佟保貴的曾祖伯父阿哈硕色系首任镶黄旗包衣第三㕘领第四满洲佐领（继任者有大学士英廉，载《钦定八旗通志》）；因此可见佟保貴及其家族的旗籍从原来的内务府镶黄旗包衣改隶怡亲王府正蓝旗包衣；结合胡氏家族在乾隆朝之前曾任内务府侍卫，由此推论胡氏家族的旗籍早期应属内务府包衣籍，后随着家族多位成员在雍正朝担任正蓝旗怡亲王府佐领，在乾隆九年（1744年）《八旗滿洲氏族通譜》成书时已改隶正蓝旗包衣籍，而吉惠的祖父明林在《钦定八旗通志：武举》（1796年）中仍被记载为内务府镶黄旗籍。
- 祖父明林（c.1750s-?）（乾隆、嘉庆朝），庠生、乾隆四十四年（1779）己亥科武举人，时隶内务府镶黄旗汉军佐领巴寧阿下（据《钦定八旗通志：武举》卷110；巴寧阿隶内务府正白旗汉军，曾任内务府镶黄旗第五參领第五旗鼓佐领（康熙三十四年编立），后任两淮盐政、总管内务府大臣，其胞姊汪氏封乾隆帝之惇妃；旗人进士高鹗于乾隆五十三年（1788年）顺天乡试中举时，亦隶内务府镶黄旗第五參领第五旗鼓佐领巴寧阿下）。祖母崔氏（父崔明禮）。胞兄翼林，廪生。
- 父廉叙（c.1780s-?）（嘉庆、道光朝），改隶正蓝旗汉军，道光七年（1827）山东盐课大使。其胞兄咸成，福建泉州府厦门海防同知；孝凝，乾隆六十年（1795）乙卯科举人，福建福州府通判；德修（1793-?，字敬培，号载之)，道光十五年（1835）乙未恩科顺天乡试举人（隶正蓝旗汉军张恒佐领下，与胞侄吉谦顺天乡试同榜），妻王氏、曹氏；普存（1792-?），道光元年（1821）辛巳科顺天乡试附榜贡生（隶正蓝旗汉军张恒佐领下）。
- 嫡母张氏（父張應奎）。继母郝氏，其父镶黄旗汉军、山东济南府通判郝荣安，祖父江西巡抚郝碩，曾祖吏部尚书兼两江总督郝玉麟；胞叔郝寧安，娶索綽絡氏（胞叔内务府正白旗满洲、乾隆丁巳恩科進士德保）；胞叔郝敏安，妻李氏（胞兄正蓝旗汉军、两江总督李奉翰）；胞兄郝沾，妻徐氏（胞兄正白旗漢軍、道光十五年（1835）乙未科進士長喆）。
- 胞兄吉謙（1812-1862），道光十五年（1835）乙未恩科顺天乡试举人（隶正蓝旗汉军张恒佐领下，与胞叔德修顺天乡试同榜）[2]，顺天府房山县训导。妻曹氏（父正红旗汉军附学生洺普，堂侄同治甲戌（1874）科進士保昌 (同治進士)）。
- 妻爱新觉罗氏（红带子觉罗系）。其胞兄觉罗嵩玉（又嵩裕），觉罗豐玉（又豐裕，嫡妻索綽絡氏佛喜之女）；父觉罗庆长（又庆昌，1776-1836），理藩院笔帖式、嘉慶十三年（1808）覺羅學副管；嫡母瓜爾佳氏武森保之女、繼母瓜爾佳氏佐領納蘭保之女；胞叔盛京工部郎中觉罗建昌；祖父筆帖式拜齡阿，曾祖岳海，高祖岳諾海；太高祖岳拜（1648-1717），袭三等輕車都尉，護軍參領，康熙二十六年（1687）任清昭陵總管（据《清實錄康熙朝實錄》）；四世祖三等輕車都尉昂古（1605-1677）；三世祖阿爾布，二世祖阿篤齊；始祖寧古塔貝勒宝实，即(追)興祖直皇帝福满六子、努尔哈赤六祖[3]。宝实家族后代包括一等輕車都尉觉罗喀蒙愛（1598-1675）；一等輕車都尉觉罗博翁愛（1617-1674），三娶妻伊爾根覺羅氏（父正黄旗满洲二等男喀愷）；正红旗满洲、護軍參領觉罗代袞（父觉罗喀蒙愛），康熙十六年阵亡，载《钦定八旗通志：忠义传七》卷215；觉罗代袞之孙觉罗纳世通，乾隆二十八年授總理回疆事務參贊大臣（又喀什噶尔参赞大臣）；古北口总兵官觉罗保柱（祖父觉罗喀蒙愛）；乾隆二十二年（1757年）丁丑科进士覺羅福志（1736-1791，时隶镶蓝旗满洲觉罗明善佐领下，与乾隆二十六年进士覺羅集蘭隶同一佐领，高祖觉罗喀蒙愛）；浙江布政使護理浙江巡撫覺羅存興（嫡妻瓜爾佳氏淮關監督康成之女；繼妻烏拉納喇氏承恩公嵩山之女，其家族之烏拉納喇氏封雍正帝之孝敬憲皇后）；爱新觉罗氏（父觉罗哈豐阿），原配嫁镶黄旗满洲鈕祜祿氏穆揚阿（其女鈕祜祿氏封咸丰帝之孝貞顯皇后，又慈安太后（生母庶妻姜佳氏））。
- 养子多祉（字子受，生父吉謙）。
- 两女儿胡氏。
- 嫡堂兄增祿，道光二十七年（1847）丁未科进士，山东邹平县知县。
- 嫡堂侄守忠，同治二年（1863）癸亥科进士，袭云骑尉，湖南沅陵县知县。
- 嫡堂侄守正，咸丰六年（1856）丙辰科进士，兵部员外郎。
- 胞侄胡俊章，光绪二年（1876）丙子科进士，户科工科掌印给事中[4]。胡俊章的太高祖母高佳氏家族的姻戚、雍正朝总管內務府大臣尚志舜的后代女尚氏（胞叔道光十八年（1838年）戊戌科进士延恒），嫁胡俊章之子光绪八年（1882）壬午科举人、苏州府候补知府胡玉瀛。
- 与侄儿胡俊章挚友俞樾（俞樾在其诗注中多次提到）、姻戚镶黄旗满洲戴佳氏晋康同中进士第二甲。与姻戚内务府正黄旗蒙古伍堯氏来秀（嗣祖父进士诗人法式善）系道光二十六年（1846）丙午科顺天乡试、道光三十年（1850）庚戌科进士均同榜。